# Список заслуженных артистов Украинской ССР
Список заслуженных артистов Украинской ССР
Ниже приведён список заслуженных артистов Украинской ССР по годам присвоения звания.

## Год присвоения звания не установлен
- Марьяненко, Иван Александрович (1878—1962), актёр, режиссёр
- Морозов, Сергей Павлович (1917—2001), актёр, режиссёр
- Сердюк, Александр Иванович (1900/1910—1988), актёр, режиссёр
- Шарамко, Михаил Алексеевич (р. 1946), солист ансамбля песни и пляски Краснознаменного Черноморского флота

## 1920-е

### 1923
- Юра, Гнат Петрович (1888—1966), актёр, театральный режиссёр[1]

### 1926
- Замычковский, Иван Эдуардович (1869—1931), драматический актёр[2]
- Литвиненко-Вольгемут, Мария Ивановна (1892—1966), оперная певица

### 1928
- Романицкий, Борис Васильевич (1891—1988), актёр, театральный режиссёр

## 1930-е

### 1930
- Варецкая, Валентина Фёдоровна (1900—1981) актриса[3]
- Колманович, Лазарь Владимирович (1883–1946), актёр
- Паторжинский, Иван Сергеевич (1896—1960), оперный певец[4][5]
- Рык, Савелий Карлович (1865? — 1942?), концертмейстер оркестра Харьковского Государственного театра оперы и балета.[6].
- Шумский, Юрий Васильевич (1887—1954), актёр[7]

### 1932
- Бучма, Амвросий Максимилианович (1881—1957), актёр, режиссёр
- Йориш, Владимир Яковлевич (1899—1945), композитор и дирижёр[8]
- Роговой, Лев Владимирович (1863—1948), флейтист[9]

### 1933
- Василько, Василий Степанович (1893—1972), театральный режиссёр

### 1935
- Пазовский, Арий Моисеевич (1887—1953), дирижёр оперы[10]

### 1937
- Гайдай, Зоя Михайловна (1902—1965), оперная певица
- Магар, Владимир Герасимович (1900—1965), актёр, театральный режиссёр

### 1938
- Хазин, Лев Иосифович (1870—1952), кларнетист[11]

### 1939
- Рахлин, Натан Григорьевич (1906—1979), дирижёр

## 1940-е

### 1940
- Азрикан, Арнольд Григорьевич (1906—1976), оперный певец
- Воронович, Александра Петровна (1898—1985), актриса
- Дуклер, Валентин Самойлович (1908—1997), актёр[12]
- Пономаренко, Евгений Порфирьевич (1909—1994), актёр
- Романов, Михаил Фёдорович (1896—1963), актёр
- Рубчаковна, Ольга Ивановна (1903—1981), актриса
- Яременко, Василий Сергеевич (1895—1976), актёр

### 1941
- Гмыря, Борис Романович (1903—1969), оперный певец[13]
- Сабинин, Лев Родионович (1874—1955), актёр и режиссёр

### 1942
- Балабан, Борис Александрович (1905—1959), актёр
- Вирский, Павел Павлович (1905—1975), балетмейстер

### 1943
- Добровольский, Виктор Николаевич (1906—1984), актёр театра и кино
- Дунайский, Антон Васильевич (1895—1957), актёр[14]
- Лавров, Юрий Сергеевич (1905—1980), актёр театра и кино[15]
- Чернышева, Лидия Демьяновна (1912—1975), балерина, балетмейстер[16].
- Яковченко, Николай Фёдорович (1900—1974), актёр театра и кино

### 1946
- Белинник, Пётр Сергеевич (1906—1998), оперный певец[17]
- Виноградова, Алёна Ивановна (1901/1902—1976), певица
- Вронский, Вахтанг Иванович (1905—1988), балетмейстер[18]
- Рише, Павел Маркович (1899—1978), оперный певец
- Стрелкова, Мария Павловна (1908—1962), актриса[19]
- Янушевич, Анна Яковлевна (1907—1983), актриса

### 1947
- Левицкий, Вадим Петрович (1879—1959) — актёр и режиссёр театра

### 1948
- Кармалюк, Павел Петрович (1908—1986), оперный певец[20]

### 1949
- Братерский, Николай Феликсович (1898—1956), актёр[21]
- Проценко, Андрей Фёдорович (1904—1984), флейтист[22]

## 1950-е

### 1951
- Авшаров, Борис Павлович (1899—1964), актёр[23]
- Бжеская, Валентина Ефимовна (1896—1977), актриса[24]
- Гай, Александр Дмитриевич (1914—2000), актёр театра и кино[25]
- Копержинская, Нонна Кронидовна (1920—1999), актриса театра и кино
- Потапова, Елена Михайловна (род. 1930), балерина[26]

### 1952
- Земгано, Игорь Фёдорович (1903—1967), режиссёр[27]
- Кожура, Яков Андреевич (1876—1963), гобоист[28]
- Старченко, Зинаида Ивановна (1924—1978), оперная певица

### 1955
- Кузнецов, Михаил Артемьевич (1918—1986), актёр театра и кино[29]

### 1956
- Поливанова, Галина Анатольевна (1929—2020), оперная певица

### 1957
- Босенко, Анна Ефремовна (1915—2006), актриса[30]
- Водяной, Михаил Григорьевич (1924—1987), актёр театра и кино[31]
- Сегал, Александр Наумович (1919—2010), артист балета
- Сергиенко, Раиса Михайловна (1925—1987), оперная певица

### 1958
- Быков, Леонид Фёдорович (1928—1979), актёр, режиссёр, сценарист
- Гнатюк, Дмитрий Михайлович (1925—2016), оперный певец[32]

### 1959
- Руденко, Бэла Андреевна (1933—2021), оперная певица[33]

## 1960-е

### 1960
- Гнедаш, Вадим Борисович (1931—2021), дирижёр
- Гуляев, Юрий Александрович (1930—1986), певец[34]
- Дембская, Евгения Михайловна (1920—2019), актриса
- Тарабаринов, Леонид Семёнович (1928—2008), актёр
- Роговцева, Ада Николаевна (р. 1937), актриса[35]
- Хорош, Михаил Павлович (1904—1993), актёр театра и кино[36] За выдающуюся деятельность в области музыкально-театрального искусства и в связи Декадой украинской литературы искусства г. Москве (Указ Президиума Верховного Совета УССР № 578 от 24.11.1960 г).

### 1961
- Калиновская, Валентина Федоровна (1938—2025), балерина[37]

### 1963
- Борисов, Олег Иванович (1929—1994), актёр театра и кино[38]
- Чкония, Ламара Григорьевна (1930—2024), оперная певица[39]

### 1964
- Артеменко, Константин Григорьевич (1925—2006), актёр и режиссёр

### 1965
- Барсегян, Александр Сергеевич (1929—2011), режиссёр
- Петриненко, Диана Игнатьевна (1930—2018), певица
- Попова, Надежда Марковна (1923—1998), театральная актриса
- Третьяк, Василий Яковлевич (1926—1989), певец[40]

### 1966
- Дидык, Тамара Софроновна (1935—2023), оперная певица

### 1967
- Божек, Юлий Иванович (1915—1994), актёр
- Соловьяненко, Анатолий Борисович (1932—1999), певец[41]
- Ржанов, Евгений Александрович (р. 1938), пианист[42].
- Чулюк-Заграй, Александр Александрович (р. 1934), певец.

### 1968
- Богатиков, Юрий Иосифович (1932—2002), певец[43]
- Ищенко Андрей Венедиктович (1937—2005), оперный певец[44]
- Мокренко, Анатолий Юрьевич (1933—2020), оперный певец
- Суржина, Нонна Андреевна (р. 1937), оперная певица[45]

### 1969
- Антонов, Владимир Сергеевич (1932—2005), флейтист[46]
- Бердыев, Николай Владимирович (1922—1989), трубач[47]
- Гринько, Николай Григорьевич (1920—1989), актёр[48]
- Гуляницкий, Алексей Феодосьевич (1933—2021), дирижёр
- Козиенко, Алексей Клавдиевич (р. 1933), гобоист[46]
- Кудряшов, Олег Сергеевич (1936—2016), флейтист[49]
- Чайковская, Мария Константиновна (р. 1945), виолончелистка[50]
- Юрченко, Николай Яковлевич (1920—2004), валторнист[51]

## 1970-е

### 1970
- Олексенко, Степан Степанович (1941—2006), актёр театра и кино[52]

### 1972
- Бойко, Анатолий Вячеславович (1934—2022), оперный певец
- Витченко, Дмитрий Иванович (1937—2020), актёр театра и кино[53]

### 1973
- Баженов, Анатолий Иванович (р. 1945), скрипач
- Вескляров, Пётр Ефимович (1911—1994), актёр театра и кино[54]
- Голубович, Михаил Васильевич (р. 1943), актёр театра и кино
- Кириченко, Раиса Афанасьевна (1943—2005), певица
- Морозенко, Павел Семёнович (1939—1991), актёр театра и кино[55]
- Олялин, Николай Владимирович (1941—2009), актер
- Ротару, София Михайловна (р. 1947), эстрадная певица[56]

### 1974
- Алоин, Виктор Михайлович (1931—2002), певец (баритон)[57]
- Апатский, Владимир Николаевич (1928—2018), фаготист[58]
- Бунина, Ирина Алексеевна (1939—2017), актриса[59]
- Гузар, Владимир Станиславович (1925—2009), актёр театра и кино[60]
- Кондратюк, Нестор Павлович (1937—2014), актёр театра и кино

### 1975
- Езепов, Вячеслав Иванович (1941—2020), актёр театра и кино
- Закорский, Станислав Иванович (р. 1936), флейтист[61]
- Кочерга, Анатолий Иванович (род. 1947/49), певец
- Михайлова, Нина Васильевна (1939—2021), актриса
- Салик, Александр Яковлевич (1936—1998), дирижёр и кларнетист[62]
- Сумская, Анна Ивановна (1933—2022), актриса

### 1976
- Олексеенко, Владимир Фадеевич (1918—1995), актёр театра и кино[63]
- Заклунная, Валерия Гаврииловна (1942—2016), актриса театра и кино
- Мищенко, Пётр Артёмович (1928—1978), флейтист[64]
- Парра, Александр Владимирович (р. 1943), актёр театра и кино
- Ступка, Богдан Сильвестрович (1941—2012), актёр театра и кино[65]

### 1977
- Гаврилюк, Иван Ярославович (р. 1948), актёр театра и кино[66]
- Булах, Григорий Иванович (р. 1938), поэт
- Досенко, Николай Александрович (1921—2006), актёр театра и кино[67]
- Кадочникова, Лариса Валентиновна (р. 1937), актриса театра и кино
- Картуков, Геннадий Александрович (1943—2019), артист цирка, воздушный гимнаст, клоун[68]
- Лотоцкая, Наталия Васильевна (1938—2007), актриса театра и кино

### 1978
- Зинкевич, Василий Иванович (р. 1945) певец
- Измайлова, Наталия Васильевна (р. 1941), артистка симфонического оркестра
- Криницына, Маргарита Васильевна (1932—2005), актриса театра и кино
- Лефтий, Антонина Владимировна (р. 1945), актриса
- Матвиенко, Нина Митрофановна (1947—2023), певица
- Матешко, Ольга Николаевна (р. 1947), актриса театра и кино
- Мирошниченко, Виктор Николаевич (1937—1987), актёр театра и кино

### 1979
- Аминова, Елена Анатольевна (р. 1949), актриса театр и кино[69]
- Антоненко, Григорий Николаевич (1927—2017), актёр театра и кино.
- Варецкая, Светлана Петровна (р. 1951), актриса театр и кино[70]
- Ганин, Евгений Петрович (р. 1935), флейтист[71]
- Ивко, Валерий Никитович  (1941—2022) - домрист, композитор и дирижёр
- Талашко, Владимир Дмитриевич (р. 1946), актёр
- Пшеничный, Виталий Владимирович (р. 1931), флейтист[72]

## 1980-е

### 1980
- Антонова, Нина Васильевна (р. 1935) актриса[73]
- Будянский, Василий Иванович (1942—2018) драматург
- Дриженко, Анатолий Николаевич (1941—2024) актёр
- Гнатюк, Николай Васильевич (р. 1952), певец

### 1981
- Востряков, Александр Андреевич (1944—2023), певец
- Костринский, Григорий Исаакович (р. 1942), фаготист[74]
- Куржев Валентин Умарович (р.1947), оперно-симфонический дирижёр, гл.дирижёр донецкой оперы и филармонии (1972—1998) Донецк, профессор университета в Ольштыне (Польша).

### 1982
- Быструшкин, Александр Павлович (р. 1949), актёр
- Гаврилюк, Ярослав Дмитриевич (1951—2021), актёр
- Сердюк, Александр Александрович (1940—2010), актёр театра и кино
- Чередарчук, Маркиян Романович[75] (р.1940)

### 1983
- Барчук, Анатолий Трофимович (1939—2015), актёр
- Бойко, Вадим Анатольевич (1947—2018), гобоист[76]
- Джурмий, Леонид Михайлович (1941—2001), кларнетист[77]

### 1984
- Смирнов, Евгений Владимирович (1947—2016), актёр Омского театра драмы
- Уманец, Анатолий Фёдорович (р. 1946), военный дирижёр

### 1985
- Кирпань, Андрей Евтихиевич (1947—1998), валторнист[78]
- Лейсман, Виктор Владимирович (р. 1949), трубач[79]
- Кислюк, Георгий (Гиора) (р. 1941), актёр

### 1986
- Билозир, Оксана Владимировна (р. 1957), певица
- Грицюк, Григорий Владиленович (1955—2000), оперный певец
- Мозговой, Николай Петрович (1947—2010), эстрадный певец
- Штепа, Владимир Алексеевич (р. 1945), трубач[80]
- Пирогов, Виталий Федорович (р. 1946), контрабасист[81]

### 1987
- Бенюк, Пётр Михайлович (1946—2019), артист театра и кино
- Ватаманюк, Василий Иванович (1942—2016), цимбалист
- Леонтьев, Валерий Яковлевич (р. 1949), эстрадный певец, актёр[82]
- Юрченко, Валерий Иванович (р. 1943), артист театра и кино

### 1988
- Бенюк, Богдан Михайлович (р. 1957), актёр театра и кино
- Капнист, Мария Ростиславовна (1914—1993), актриса
- Перфилов, Лев Алексеевич (1933—2000), актёр

### 1989
- Романюк, Анатолий Иванович (1948—2022), актёр
- Табачник, Ян Петрович (р. 1945), эстрадный композитор, аккордеонист-виртуоз

### 1990
- Горлова, Светлана Ивановна (1935—2021), радиодиктор
- Назарова, Татьяна Евгеньевна (р. 1960), актриса Национального академического театра русской драмы имени Леси Украинки
- Побережец, Виктор Алексеевич (1943—2023), актёр

### 1991
- Климчук, Элеонора Гавриловна (1938—2024), солистка Харьковского областного театра музыкальной комедии
- Книш, Павел Петрович, режиссер-постановщик дирекции коллективов «Цирк на сцене», г. Киев
- Шумарина, Тамара Аркадьевна, артистка Херсонского областного театра кукол